# Arvind Sharma
 (mars 2018).
Arvind Sharma est un professeur en religion comparée à la Faculté des Études Religieuses à l’Université McGill, au Canada. Son expertise concerne entre autres les études en religion comparée, l'hindouisme et les droits de l'Homme. Il est connu pour ses livres Our Religions et Gandhi: A Spiritual Biography et pour avoir conçu les deux premiers congrès World Religions After September 11, dont le premier lui a valu un prix du Club des Ambassadeurs en 2006.

## Biographie
Arvind Sharma est né le 13 janvier 1940 à Varanasi, en Inde. Éduqué dans une famille qui, par tradition, travaillait pour la Fonction Publique Administrative en Inde (IAS), il poursuit un baccalauréat en histoire, économie et sanskrit à l’Université d’Allahabad (obtenu en 1958). Par la suite, en 1962, il commence sa carrière dans l’IAS pendant six ans. C’est aussi durant cette époque qu’il se marie, en mars 1967.
L’année suivante, en 1968, il voyage aux États-Unis d’Amérique pour complémenter son éducation d’une maîtrise en économie à l’Université de Syracuse (1970). Lors de ses études, il devient vite intéressé par le domaine des études religieuses et démissionne de son poste dans l’IAS pour se concentrer sur sa nouvelle carrière.
En 1972, il décide de poursuivre ses études à la Harvard Divinity School, où il obtient une maitrise en Études Théologiques en 1974 et un PhD en Sanskrit & Études Indiennes en 1978. Durant ces années américaines, il reçoit son premier poste d’enseignement en tant qu’instructeur, à temps partiel, d’Économie et de Statistiques à l’université du Nord-Est, à Boston. Il y enseignera de 1972 à 1976, conjointement avec un autre cours concernant les traditions religieuses, qu’il tient entre 1974 et 1975.
C'est également en 1972, le 7 novembre, que sa fille naît.
Il divorce en 1975. Il déménage en Australie pour des raisons économiques et professionnelles pour poursuivre sa carrière.
L’année suivante, Arvind Sharma devient professeur à temps plein de Religions Asiatiques au département d’Études en Religion de l’Université du Queensland. Il tient ce poste jusqu’en 1980, année où on lui offre un poste de conférencier au Département d’Études Religieuses de l’Université de Sydney. Il est promu chargé d’enseignement en 1987, la même année où il déménage pour Montréal, au Canada. Durant ses années de résidence en Australie, il publie plus de 375 travaux, dont 55 en 1981 seulement.
En 1987, il devient professeur agrégé à la Faculté des Études Religieuses à l’Université McGill et est promu professeur en 1989. Il reçoit en 1994 la chaire Birks en Religion Comparée, dont il est toujours titulaire en date de mars 2018. Il continue également d'enseigner chez McGill, ce qui fait de 2017 sa 30e année de service,,,.
Le fonds d'archives d'Arvind Sharma se retrouve aux Archives de l’Université McGill (MUA).